# Carebara villiersi
Carebara villiersi  (лат.) — вид очень мелких муравьёв рода Carebara из подсемейства Myrmicinae (Formicidae). Эндемик Африки: Гвинея (Nimba Mountains), Берег Слоновой Кости, Габон, Гана, Камерун, Уганда, ЦАР (в дождевых экваториальных лесах на высотах 20–1470 м).

## Описание
Мелкие муравьи желтовато-оранжевого цвета; голова округлая, боковые стороны и затылок выпуклые.
Длина тела рабочих составляет около 2 мм (солдаты у этого вида неизвестны), длина головы рабочих равна 0,50-0,54 мм (ширина головы — 0,44-0,49 мм). Усики рабочих состоят из 11 члеников и имеют булаву из двух вершинных сегментов. Проподеум угловатый с 2 длинными зубцами. Скапус короткий, длина его у рабочих равна 0,37—0,38 мм. Мандибулы с 5 зубцами. Глаза очень мелкие (у рабочих состоят из 1 омматидия). Стебелёк между грудкой и брюшком состоит из двух члеников: петиолюса и постпетиолюса (последний четко отделен от брюшка), жало развито, куколки голые (без кокона).

## Систематика
Вид был впервые описан в 1953 году французским мирмекологом Ф.Бернаром по материалам из Африки под первоначальным названием Nimbamyrma villiersi Bernard, 1953, а его валидный статус подтверждён в 2014 году в ходе ревизии американскими мирмекологами Джорджем Фишером (Georg Fischer; Entomology, California Academy of Sciences, Сан-Франциско, США), Франком Азорза (Frank Azorsa; División de Entomologia, Centro de Ecologia y Biodiversidad, Лима, Перу) и Брайном Фишером (Brian Fisher; Department of Biological Sciences, San Francisco State University, Сан-Франциско). Относят к видовой группе polita species group и трибе Solenopsidini (или Crematogastrini), близок к видам Carebara nicotianae и Carebara polita.